# Petrovice (ort i Tjeckien, Södra Mähren, lat 49,01, long 16,29)
Petrovice är en ort i Tjeckien.   Den ligger i regionen Södra Mähren, i den sydöstra delen av landet, 180 km sydost om huvudstaden Prag. Petrovice ligger 256 meter över havet och antalet invånare är 352.
Terrängen runt Petrovice är huvudsakligen platt, men åt nordost är den kuperad.Runt Petrovice är det ganska tätbefolkat, med 78 invånare per kvadratkilometer. Närmaste större samhälle är Moravský Krumlov, 4,9 km norr om Petrovice. Trakten runt Petrovice består till största delen av jordbruksmark.